# プレイステーション オールスター・バトルロイヤル
『プレイステーション オールスター・バトルロイヤル』（PlayStation All-Stars Battle Royale）は、ソニー・コンピュータエンタテインメントから発売されたPlayStation 3およびPlayStation Vita用ソフト。

## 概要
『ゴッド・オブ・ウォー』・『どこでもいっしょ』・『リトルビッグプラネット』など、PlayStationハードで活躍した作品群より選出されたキャラクター勢によるオールスターアクションゲーム。全てのキャラクターには専用のストーリーおよびエンディング、カットシーン、アクション、テーマソング、さらにチャレンジやトライアルなどが用意される。ダウンロードコンテンツとなるキャラクターも同じである。
○、△、□にそれぞれ攻撃技が設定されており、相手に攻撃を与えると必殺技のゲージが貯まる（最大3本。貯める本数が多いほど、必殺技の当たり判定が大きくなる）。ゲージが1本以上ある状態からRボタンを押すことで、必殺技が使用可能になり、必殺技を受けたプレイヤーは「キル」（撃破）されるが、○、△、□での攻撃による「キル」は不可能。制限時間内にキル数・被キル数の合計を競う「タイムリミット」、設定回数分キルされた人から負け抜けの「ストックリミット」、設定回数分だけ相手をキルした人が勝ちの「キルリミット」の3種類のルールがある。この他にも定められた目標を達成していくチャレンジモードや、一人用のアーケードモードがある。

## 登場キャラクター

### 操作キャラクター
国内版は、基本的にオリジナルの声優が声を担当しており、ダンテやパラッパのように日本語の声優がいないキャラクターは海外版と共通化されている。ただし、三島平八などは海外・国内ともに日本語の声優が担当している。
- クレイトス（『ゴッド・オブ・ウォー』シリーズより）声：玄田哲章
- ぽっちゃりプリンセス（『ぽっちゃり☆プリンセス』より）声：伊藤美紀
- パラッパ（『パラッパラッパー』シリーズより）声：ドレッド・フォックス（英語版）
- スウィート・トゥース（『Twisted Metal』シリーズより）声：立木文彦
- ラデック大佐（『KILLZONE 2』より）声：青山穣
- スライ（『怪盗スライ・クーパー』シリーズより）声：草尾毅
- ネイサン・ドレイク（『アンチャーテッド』シリーズより）声：東地宏樹
- コール・マグラス（『インファマス』シリーズより）声：藤原啓治
- ラチェット（『ラチェット&クランク』シリーズより）声：津村まこと
- ジャック（『ジャック×ダクスター』シリーズより）声：森久保祥太郎
- カケル（『サルゲッチュ』シリーズより）声：瀧本富士子
- コール・マグラス（悪）（『インファマス』シリーズより）声：藤原啓治
- トロ（『どこでもいっしょ』シリーズより）
- ナリコ（『ヘブンリーソード』より）声：甲斐田裕子
- リビッツ（『リトルビッグプラネット』シリーズより）
- ダニエル・フォーテスク（『メディーバル 甦ったガロメアの勇者』より）声：Stephane Cornicarde
- ビッグダディ（『BioShock』シリーズ（2K Games）より）
- ダンテ（『DmC Devil May Cry』(カプコン）より）声：ティム・フィリップス（英語版）
- 三島平八（『鉄拳』シリーズ（バンダイナムコゲームス）より）声：石塚運昇
- 雷電（『メタルギア ライジング リベンジェンス』（コナミデジタルエンタテインメント）より）声：堀内賢雄
- キトゥン（『GRAVITY DAZE』より）※ 声：小林沙苗
- エメット・グレイブス（『STARHAWK』より）※ 声：楠大典
- ゼウス（『ゴッド・オブ・ウォー』より）※ 声:小島敏彦
- アイザック・クラーク（『DEAD SPACE』シリーズ（エレクトロニック・アーツ）より）※ 声：Gunner Wright

※ダウンロードコンテンツ

### サポートキャラクター
- クロ（『どこでもいっしょ』より）
- ピエール（『どこでもいっしょ』より）
- ボクシーボーイ（『パラッパラッパー』より）
- クマ（『鉄拳シリーズ』より）
- ダクスター（『ジャック×ダクスター』シリーズより）声：一龍斎貞友
- 兵士（『ぽっちゃり☆プリンセス』より）
- リトルシスター（『バイオショック』より）声：清水香里
- ピポトロンG（『サルゲッチュ』シリーズより）
- ピポサル（『サルゲッチュ』シリーズより）
- ホワイト・リビッツ（『リトルビッグプラネット』シリーズより）
- クランク（『ラチェット&クランク』より）声：大川透
- サニー（『パラッパラッパー』より） 声：ケニア・ハサウェイ（英語版）
- PJ （『パラッパラッパー』より）声：Armstead Christian
- ラミー（『ウンジャマラミー』より）シルエットで出演
- ベントレー・ワイズタートル（『怪盗スライ・クーパー』シリーズより）声：岸尾だいすけ
- マーレー・ザ・ヒッポ（『怪盗スライ・クーパー』シリーズより）声：飯島肇
- アナウンサー（『リトルビッグプラネット』シリーズより）※声のみの出演
- ナレーション（『メディーバル 甦ったガロメアの勇者』より）※声のみの出演

### ミニオン
（）内はパートナーのキャラ
- シーク（コール・マグラス）
- ニックス（コール・マグラス 悪）
- キャプテン・クォーク（ラチェット）声：乃村健次
- ケイラ（ジャック）
- リトルシスター（ビッグダディ）声：清水香里
- キャット（ダンテ）
- クマ（三島平八）
- カイ（ナリコ）
- アテナ（クレイトス）
- P.Jベリー（パラッパ）声：Armstead Christian
- 村人（ぽっちゃりプリンセス）
- ドール・フェイス（スウィート・トゥース）
- ヘルガスト兵（ラデック）
- マーレー（スライ・クーパー）声：飯島肇
- サリー（ネイサン・ドレイク）声：千葉繁
- サム（雷電）
- ロビッツ（リビッツ）
- キヤ（ダニエル・フォーテスク）
- ピポサル（カケル）
- ピエール（トロ）

### ステージやストーリーのキャラクター
- パタポン（『パタポン』シリーズより）
- キャプテン・クォーク（『ラチェット&クランク』シリーズより）声：乃村健次
- スズキ（『みんなのゴルフ』シリーズより）
- ジャスミン（『みんなのゴルフ』シリーズより）声：月本皇子
- コナン（『みんなのゴルフ』シリーズより）声：古谷徹
- ユキノ（『みんなのゴルフ』シリーズより）
- たまねぎ先生（『パラッパラッパー』より）声：Ryu Watabe
- カエル先生（『パラッパラッパー』より）
- フルーシ道場の生徒（『パラッパラッパー』より）
- ムースリーニー先生（『パラッパラッパー』より）
- バズ（『Buzz!』シリーズより）
- スペクター（『サルゲッチュ』シリーズより）声：坂本千夏
- ハカセ（『サルゲッチュ』シリーズより）声：梅津秀行
- チャル（『サルゲッチュ』シリーズより） 声：佐藤利奈
- ナツミ（『サルゲッチュ』シリーズより）
- ヒドラ（『ゴッド・オブ・ウォー』シリーズより）
- ハデス（『ゴッド・オブ・ウォー』シリーズより）
- モウラー（『KILLZONE 2』より）
- メタルギア（『メタルギア』より）
- ドクターネファリウス （『ラチェット&クランク』シリーズより）声：山野史人
- カルマリータ・モントーヤ・フォックス（『怪盗スライ・クーパー』シリーズより）声：園崎未恵
- サリー（『アンチャーテッド』シリーズより）声：千葉繁

### ボスキャラクター
- ポリゴンマン（初代PlayStationにおいて、お蔵入りとなったイメージキャラクター）[5]

参戦キャラクターのコピーをあやつって攻撃してくる。自身がキャラクターに変身することもある。幻を見せることが得意。
- ゴリアック（『サルゲッチュ』シリーズより）ポリゴンマンの変身パターンの一つ
- パタポン（『パタポン』シリーズより）ポリゴンマンの変身パターンの一つ
- ネガティビトロン（『リトルビッグプラネット2』より）ポリゴンマンの変身パターンの一つ
- ハデス（『ゴッド・オブ・ウォー』シリーズより）ポリゴンマンの変身パターンの一つ

## ダウンロードコンテンツ
- キャラクター：キトゥン、エメット、アイザック、ゼウス
- コスチューム：スライ、ネイサン、ぽちゃプリ、パラッパ、リビッツ、キトゥン、エメット、クレイトス
- ミニオン：Ashelin、バズ、カルマリータ、Colossus of Rhodes、エレナ、Eucadian Soldier、クロ、Lil、Logan Graves、Lucy Kuo、Mr. Grimm、忍者、海賊、Polyphemus、リコ、スズキ、The Professor、Visari
- ステージ：大胆不敵、墓地

## ステージ
何れのステージも複数の作品が元になっており、例えばサンドーバ村は『ジャック×ダクスター』と『みんなのGOLF』が元になっている。
時間が経過すると、戦闘中に障害物が発生するなど、ステージに変化が起きる。
ステージ内に落ちているアイテムも登場作品に因んだものであり、それを用いて自分を強化したり、相手にダメージを与えたりすることが出来る。
- オールデンの塔 Alden's Tower（『インファマス』、『怪盗スライクーパー』より）
- ブラックロックスタジアム Black Rock Stadium（『Twisted Metal』、『ジャック×ダクスター』より）
- コロンビア Columbia（『バイオショック』、『Twisted Metal』より）
- ドージョー（道場）Dojo!（『パラッパラッパー』、『キルゾーン』より）
- 夢の世界 Dreamscape（『リトルビッグプラネット』、『Buzz!』より）
- フランジーア Franzea（『ロコロコ』、『メタルギア』より）
- 冥界 Hades（『ゴッド・オブ・ウォー』、『パタポン』より）
- ヘルガーン Invasion（『キルゾーン』、『サルゲッチュ』より）
- メトロポリス Metropolis（『ラチェット&クランク』、『ゴッド・オブ・ウォー』より）
- パリ Paris（『怪盗スライクーパー』、『リトルビッグプラネット』より）
- サンフランシスコ San Francisco（『レジスタンス』、『ラチェット&クランク』より）
- サンドーバ村 Sandover Village（『ジャック×ダクスター』、『みんなのゴルフ』より）
- タイムステーション Time Station（『サルゲッチュ』、『レジスタンス』より）
- 格納庫 Stowaways（『アンチャーテッド』、『バイオショック』より）
- 練習ステージ（小）1オリジナル（オリジナルステージ）通常ステージ同様に対戦マッチで選択可能
- 練習ステージ（小）2オリジナル（オリジナルステージ）通常ステージ同様に対戦マッチで選択可能
- 練習ステージ（中）1オリジナル（オリジナルステージ）通常ステージ同様に対戦マッチで選択可能
- 練習ステージ（中）2オリジナル（オリジナルステージ）通常ステージ同様に対戦マッチで選択可能
- 練習ステージ（大）1オリジナル（オリジナルステージ）通常ステージ同様に対戦マッチで選択可能
- 練習ステージ（大）2オリジナル（オリジナルステージ）通常ステージ同様に対戦マッチで選択可能
- 大胆不敵 Fearless（『ヘブンリーソード』、『ワイプアウト』より）ダウンロードコンテンツ
- 墓地 The Graveyard（『メディーバル』、『The Unfinished Swan』より）ダウンロードコンテンツ
- ライバル・アリーナ Rival Arena（PlayStation All-Stars Battle Royaleより） アップデートパッチ1.07にて対戦ステージに追加
- ボスの闘技場（PlayStation All-Stars Battle Royaleより）アーケードのみ登場

## 登場するタイトル
- サルゲッチュ
- Bioshock
- BUZZ!
- DmC Devil May Cry
- ESCAPE PLAN
- ぽっちゃり☆プリンセス
- GOD OF WAR
- GRAVITY DAZE
- ヘブンリーソード
- みんなのゴルフ
- インファマス
- ジャック×ダクスター
- キルゾーン
- リトルビックプラネット
- ロコロコ
- THE MARK OF KRI ※アイテム
- メディバル
- メタルギアソリッド
- メタルギアライジングリベンジェンス
- モッドネーション ※アイテム
- パラッパラッパー
- パタポン
- ラチェット&クランク
- レジスタンス
- 怪盗スライ・クーパー
- STARHAWK
- どこでもいっしょ
- 鉄拳
- TWISTED METAL
- WARHAWK
- アンチャーテッド
- WIPEOUT
- ハッピーチャーリーと空飛ぶカーニバル
- Dead Space
- The Unfinished Swan

## 制作
本作は元々ノーティドッグが開発する予定だったが、同社は『The Last of Us』の開発で多忙だったため、パブリッシャーであるソニー・コンピュータ・エンタテインメント・アメリカは2009年、本作を開発するためだけにSuperBot Entertainment を立ち上げた。2011年初頭、カリフォルニアを拠点に活動するSuperBot Entertainmentという独立スタジオが、PS3用多人数向け対戦型格闘ゲームを開発しているという情報が報じられた。同年11月、本作の画像（開発時のコードネームはTitle Fight）がインターネット上に突如公開され、スイート・トゥースのほかに、PS3/Vita版『モータルコンバット』と『ソウルキャリバー Broken Destiny』に参戦したクレイトス（ゴッド・オブ・ウォー）が登場することが判明した。また、本作にはパラッパラッパーやスライ・クーパーといったソニー製ゲームのキャラクターが多数参戦するだけでなく、『ジャック×ダクスター』や『みんなのGOLF』などをモチーフとしたステージも採用され、ミニゲームとしてトリビアクイズもついてくることが判明した。
本作の開発元であるSuperBot Entertainmentは、SCEアメリカのためにものすごく驚異的なPS3用ゲームソフトを開発中であると明かした。
その後、同社は「格闘ゲームおよび格闘ゲームの理論に精通したシニア・戦闘デザイナー」と「オンライモードおよび家庭用ゲームに精通しているリード・デザイナー」を募集する求人広告を出した。Eurogamerがソニーに「PS3版『大乱闘スマッシュブラザーズ』のようなゲームを出すのではないか」といううわさが流れていることについて問い合わせたが、ソニー側はそのようなうわさや憶測についてはコメントを差し控えるとした。
その後、ソニーはゲーマーたちに、新作ゲームのタイトルを予想してアンケートに答えてもらい、2012年4月PlayStation Lifestyle上で、それがプレイステーション・オールスター・バトルロイヤルであると明かした。また、このウェブサイトに、同年6月に開かれる予定のE3でPS3専用ゲームの発表を行うという報道が掲載された。その後、ソニーは、www.playstationallstarsbattleroyale.comというドメインを取得し、短縮版としてwww.playstationallstars.comというドメインも取得した。同年4月23日、SuperBot Entertainmentのツイッター公式アカウントが開設され、プロジェクトの始動を宣言するツイートが投稿された。
同じころ、GTTVも4月26日にPlayStation専用ソフトの新作が出ることを予告しており、当日それがプレイステーション・オールスター・バトルロイヤルであると明かした。
2012年5月、Digital Trendsとのインタビューで、このゲームのディレクターである Omar Kendalは本作のVita版の可能性についてほのめかした。3週間後、TheSixthAxisは、ソニーがドメイン取得の際にヴィータ版の発売をにおわせるようなドメインも取得したことを明らかにした。E3 2012の場でVita版の制作発表が行われ、PS3版との相互プレイ機能があることが判明した。2012年7月、元カプコンコミュニティ部門リーダーにして、格闘ゲーム大会Evolution Championship Seriesの共同設立者の一人だったセス・キリアンが、ソニー・サンタモニカに移籍し、プレイステーション・オールスター・バトルロイヤルの開発会社であるSuperbot Entertainmentのサポートに携わることが報じられた。
7月下旬、『Resistance』シリーズ、『アンチャーテッド 砂漠に眠るアトランティス』、『パラッパラッパー』、『リトルビッグプラネット』『Killzone』、『ロコロコ』、『BioShock Infinite』などのキャラクターやステージなどが詰まったβ版のファイルが公開された。この際、『DmCデビルメイクライ』のダンテ、『Infamous』シリーズのコール（悪）、メタルギアソリッドシリーズの 雷電といった一部キャラクターの名前が明かされた。GameFAQsフォーラムやNeoGAFの参加者たちはRedditを発端に流出したこの情報を用いて、互いに情報を付け加えていき、中にはゲーム内のアイテムリストまで作成する者もいた。SuperBot producerのChan Parkは、この流出自体は合法であるとし、ベータ版開発後も修正や変更が行われ続けているため、必ずしもベータ版の内容がすべて完成版に反映されるとは限らないと話した。2012年8月31日、ベータ版に登場したすべてのキャラクターが参戦するほか、新たにナリコ（『ヘブンリーソード』）とダニエル・フォーテスク（『メディーバル 甦ったガロメアの勇者』）の参戦も発表された。
それより前の8月13日、SuperBot Entertainmentはゲームの発売日が当初予定していた2012年10月から1か月遅れることを発表した。Chan Parkは、この延期の理由を「ゲームの改善及び調整のためである」とし、今のベータ版に対する感想や意見をいくつか取り入れて素晴らしい格闘ゲームを作り出すための時間が欲しいと話した。

### ベータ版
2012年7月24日、PS3版『プレイステーション オールスター・バトルロイヤル』のベータ版が香港とシンガポールのPlayStation Plusの利用者向けに配信された。ベータ版は当初公表された6人（ラデック大佐、クレイトス、パラッパ、ぽっちゃりプリンセス、スライ・クーパー、スウィート・トゥース）から1人を選び、仲間と対戦するマルチプレイヤーモードが実装されていた開発陣はこのベータ版を用いてサーバーの読み込みや対戦の組み合わせについてテストした。2012年7月27日、抽選で選ばれた北米のPlayStation Networkユーザーのもとにベータ版をダウンロードするためのコードが送られた。それから2か月後の同年9月11日、ヨーロッパのPS3/Vitaユーザーの中から抽選で、PlayStation Networkのある登録ページから『プレイステーション オールスター・バトルロイヤル』のベータ版のコードが手に入るキャンペーンが展開され、9月8日に締め切られた。
それから約1か月後の2012年10月16日、アメリカでさらなるβ版が配信され、翌日にはヨーロッパのPlayStation Plus会員向けにも配信された。さらにその1週間後にあたる23日にはベータ版の配信が全会員に向けて行われ、1週間限定の予定だったが、11月10日にまで延長された10月16日にはPlayStation Plusの会員であるかどうかにかかわらず、PlayStation Vitaを持っている人全員にβ版が配信された。このバージョンでは、PS3/Vitaの相互プレイ機能が実装された。ソニーはリリースまで、SuperBot Entertainmentのゲームサーバーのテストをサポートすることを明らかにした。

## 評価
このゲームに対する評価は好意的なものが見受けられた。批評家からは多人数大戦や戦闘システムの評価が高かったものの、中身のなさやキャンペーンモードでの静止画像やカットシーンの不足については批判があった。また、プレイヤー同士の対戦において、必殺技ですべてが決まってしまうことについては意見が分かれた。ゲームの奥深さに欠ける原因だとする者がいた一方、相手をコテンパンにやっつけるためにゲージをためるやり方は戦略としてさほど悪くないと見る批評家もいた。2013年11月の時点で、Metarciticでの評価はPS3版で74点、PS Vita版で75点だった。
コンピューターゲームを扱ったトークショーen:Good Gameの司会者2人組による評価は10点満点中6点で、戦闘システムが評価された。その一方で、必殺技のシステムに問題があったと考えており、二人は「普通の格闘ゲームだと攻撃は相手の体力ゲージを削るのに使われる。『大乱闘スマッシュブラザーズ』の場合だと、攻撃はダメージカウンターを増加させるのに使い、高いダメージが与えられると敵を倒しやすくなる。だが、このゲームだと必殺技のゲージがすべてだ。ゲージの上昇という点に変わりはない。だが、必殺技が外れれば、さっきまで当てていた攻撃がパーになる。つまるところプレイヤーの努力は水の泡と言うわけだ。」と話している。また二人は操作キャラクターの人選についても批判的であり、格闘ゲームに向いているかどうかというよりマーケティングを重視したのではないかと見ている。
IGNでの評価は10点満点中8点で、「いろんなキャラクターやステージ、アイデアがギュッと詰まったこのゲームは、PlayStation 3およびPlayStation Vitaを持っているPlayStationシリーズの信者や、長年PlayStationシリーズで遊んできた人にお勧めです。いくばくか信じがたいところもあるが、このゲームは元のゲームより面白い展開もあります。」という結論にたどり着いた。GameSpot10点満点中6.5点で、「本格的な格ゲーのように、より動きを滑らかにしたいし、ばかばかしいのが大好きな人にも楽しんでもらいたい。このゲームはこの2つをかなえようとしたけど、どちらもまずまずの結果で、最高の結果にはならなかった」と評してる。
2013年12月21日、このゲームはIGNのBest Overall Fighting Gameにノミネートされ、People's Choice Awardを受賞した。
2013年にはD.I.C.E. Summit主催のInteractive Achievement Awardsで、Fighting Game of the Yearを受賞した。

## 姉妹作品
E3 2013出のインタビューで、続篇を作りたいと話しておりもし実現した場合システムの変更があるかもしれないと話した 。
2013年夏、iOS向けのミニゲーム集en:PlayStation All-Stars Islandがヨーロッパの一部地域向けに配信された。この無料ゲームはコカ・コーラ ゼロとのコラボレーションとなっている。